# 上亞厘畢道

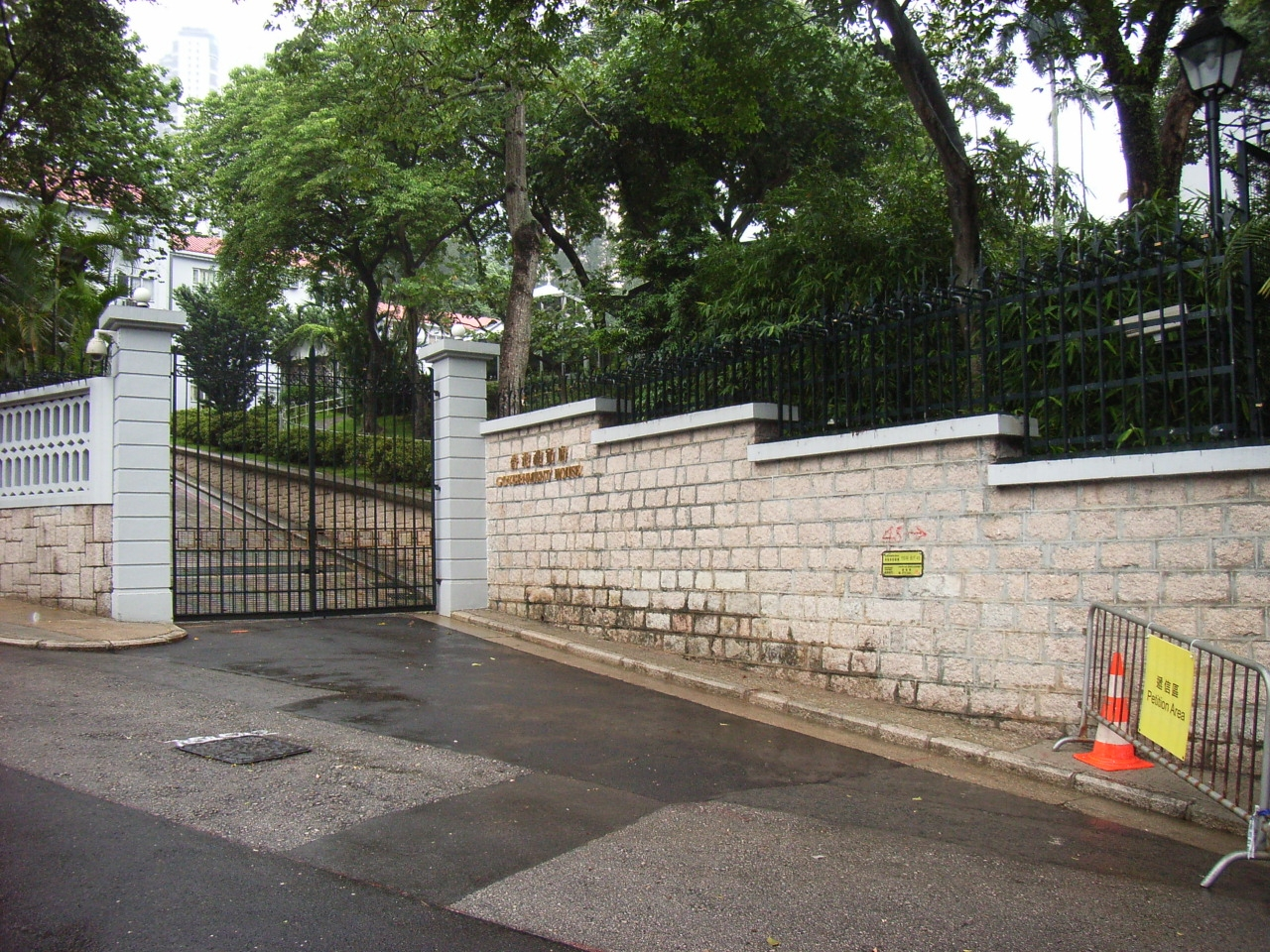
位於上亞厘畢道東北面的香港禮賓府後門（圖右開始是示威請願區）

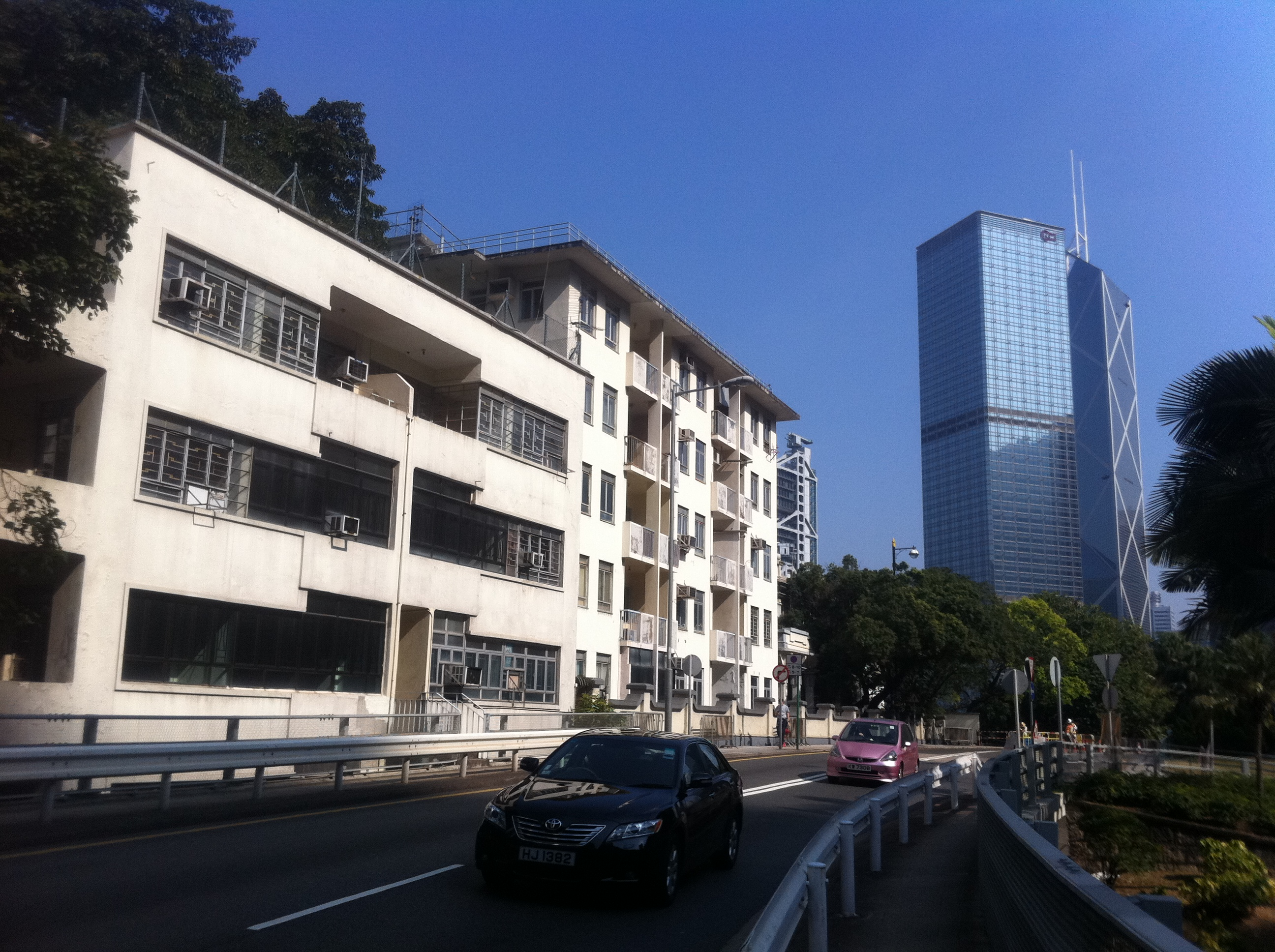
上亞厘畢道西端

上亞厘畢道（英語：Upper Albert Road）是香港中環一處有名的街道。由於香港禮賓府經常為遊行及示威的路線地點之一，其所引致的交通問題等而受到香港傳媒的關注。
上亞厘畢道是1840年代已經開拓的道路。取名自維多利亞女皇的丈夫-亞厘畢親王，沿路有在1850年代建成的香港禮賓府，中區政府合署政府總部也在鄰近。

## 位置
上亞厘畢道是一條袋形的街道，繞著香港禮賓府而建。上亞厘畢道一頭接到中環堅道的香港明愛總部，向東至香港禮賓府外圍，繞圈回西面，見下亞厘畢道交界止。

## 流行文化
香港行政長官辦公室於2010年9月設立Facebook專頁，以香港禮賓府門前的街道取名「上亞厘畢道」。

## 交匯道路
- 己連拿利
- 亞畢諾道
- 堅道
- 雅賓利道
- 堅尼地道
- 紅棉路
- 花園道
- 下亞厘畢道

## 外部連結
- 上亞畢道中原地圖[]
- 上亞畢道古樹名冊[永久]
- 上亞畢道防空隧道網絡（页面存档备份，存于）
- 香港特區行政長官辦公室Facebook官方網頁（页面存档备份，存于） （曾名為「上亞厘畢道」，改名後網址仍有「UpperAlbertRoad」字眼）

22°16′44.6694″N 114°9′26.6076″E / 22.279074833°N 114.157391000°E